# Delta中性
在金融领域，如果一个投资组合由相关的金融产品组成，而且其价值不受标的资产小幅价格变动的影响，这样的投资组合具有delta中性（英語：的性质。这种投资组合的成分通常包括期权和相对应的标的资产，让delta正负相消，使投资组合的价格对标的资产的价格相对不敏感。
delta对冲是一个与delta中性相关的概念。这种对冲描述的是保持投资组合的delta尽可能等于或接近零的过程。维持零delta在实际操作中的难度较大。这是由于当标的资产的价格变化很大时，再次对冲的风险较高。此外，研究表明频繁的对冲会导致投资组合的低现金流。

## 相关术语
{\displaystyle \Delta }：即Delta，為期权价格之于标的物价格变动的敏感性。
{\displaystyle V_{0}}：期权的初始价格。
{\displaystyle V}：期权的现价。
{\displaystyle S_{0}} ：标的物的初始价格。

## 数学表达
Delta值衡量的是当其他参数不变的情况下，标的资产价格变化导致的期权价格变化幅度。
从数学角度出发，delta代表了期权的公允价格对标的资产价格的一阶导数，{\displaystyle {\tfrac {\partial V}{\partial S}}}。
Delta是S的函数，同时它也是执行价格和到期时间的函数。 
因此，在标的物的无穷小的价格变化下，一个delta中性的头寸价格变化为零。由于delta描述的是衍生品价格对标的物价格的敏感度，这样的投资组合是被有效对冲的。 其价格不会因为标的物价格的小幅变化而变化。

## 设立头寸
投资者可以通过买入或卖出一定数量的标的资产来建立Delta对冲冲所需的头寸。这个数量由投资组合的delta来决定。通过调整这一数量，投资组合的总delta之和为零，即达到delta中性的目标。
期权的做市商（或其他市场参与者）也可以用相关的期权来设立delta对冲的头寸。投资组合的delta等于各个成分期权的delta之和。在标的物本身的交易很困难时，可以使用这种方法。比如，有些标的物可能很难借贷，或者无法做空。
例如，一种delta中性的策略可以是同时买入一份深价内看涨期权和一份深价内看跌期权。深价内看涨期权的delta是1，而深价内看跌期权的delta是-1。这样一来，在标的资产价格一定的浮动范围内，它们的delta互相抵消。

## 理论基础
Delta中性是布莱克-舒尔兹模型的证明中的一部分。
通过对期权价值在 s 处进行泰勒公式展开，我们能得出当标的物资产价值变化 ε 时，期权价格C(s)的变动:
{\displaystyle C(s+\varepsilon \,)=C(s)+(s+\varepsilon -s)\,C'(s)+{1/2}\,(s+\varepsilon -s)^{2}\,C''(s)+...}
其中：
{\displaystyle C'(s)=\Delta \,}(delta)
{\displaystyle C''(s)=\Gamma \,}(gamma)。
当标的物价格的变化很小时，我们可以忽略二次项不计。此时，如果要建立一个对冲的投资组合，delta的大小决定了我们应该买入或卖出标的物的数量。然而，当标的物价格的变化较大时，二次项不可忽略。此时gamma的大小也应被考虑进投资组合裡。
在实际操作中，维持投资组合的delta中性需要连续不断的计算头寸的风险敏感性，以调整持仓结构。这种调整通常是每日或每周一次。